# 器官
在生物学中，器官（organ）是一组织集合，即一群组织为提供某特定的共同功能，而彼此结合形成的构造单位。在生命结构的层次中，器官位于组织和器官系统之间。动物体或植物体的器官，再一起组成各个系统（动物体）或整个个体（植物体）。

## 植物体的器官
植物体的器官分为生殖器官和营养器官两类：营养器官包括根、茎和叶；生殖器官包括花、果实和种子。
前者之主要功用為吸收、運輸養分為主，以利生長，稱為營養器官。後者以透過有性生殖，並以傳播後代為主要功能，稱為「生殖器官」。

## 动物体的器官
动物体的器官类型较为复杂，一个器官可以属于多个系统。动物体的主要器官有：心臟、肺、腦、眼、脾臟、胰臟、腎臟、肝臟、腸臟、皮膚、子宮、血管、膀胱和骨骼等。

### 維生器官
維生器官是人體內維持生命的器官。如果身體內的維生器官不能完全運行正常的話，一個人可能很快死亡。主要的維生器官有：
- 腦部，負責控制和協調呼吸、心跳、荷爾蒙生產、感覺接收、肌肉運動等
- 心臟，將含有充分氧氣及養分的血液送至全身，供應各組織器官
- 肺部，負責呼吸及使血液帶氧
- 腎臟，將血液內的廢物移除帶到膀胱之內

其他負責消化和排泄的器官，則對於長期維生有必要性。但有很多人雖然缺少腎臟、脾臟和腸臟等器官的情況下依然生存，不過當然需要機器的幫助。